# Simetrična razlika skupova
Simetrična razlika odnosno disjunktivna unija (uobičajeni simboli :{\displaystyle \triangle \,\ominus ,\oplus }) u n skupova u teoriji skupova jest unija razlike n zadanih skupova. Dobiveni skup dobiven je primjenom operacije simetrične razlike na njima.
{\displaystyle A\triangle B=(A\setminus B)\cup (B\setminus A)}
Primjer: 
{\displaystyle \{1,2,3\}\triangle \{3,4\}=\{1,2,4\}}.
Disjunktivna unija nije isto što i disjunktna unija.